# روبرتو بولانوس
روبرتو بولانوس (بالإسبانية: Roberto Jesús Melián Bolaños)‏ هو لاعب كرة قدم إسباني، ولد في 18 يناير 1995 في لاس بالماس دي غران كناريا في إسبانيا. لعب مع نادي تينيريفي.

## وصلات خارجية
- روبرتو بولانوس على موقع قاعدة بيانات كرة القدم.إي يو (الإنجليزية)
- روبرتو بولانوس على موقع Soccerway.com (الإنجليزية)
- روبرتو بولانوس على موقع AS.com (الإسبانية)